# Уайкхем (тауншип, Миннесота)
Уайкхем (англ. Wykeham) — тауншип в округе Тодд, Миннесота, США. На 2000 год его население составило 436 человек.

## География
По данным Бюро переписи населения США площадь тауншипа составляет 90,6 км², из которых 90,2 км² занимает суша, а 0,4 км² — вода (0,46 %).

## Демография
По данным переписи населения 2000 года здесь находились 436 человек, 154 домохозяйства и 123 семьи.  Плотность населения —  4,8 чел./км².  На территории тауншипа расположено 177 построек со средней плотностью 2,0 построек на один квадратный километр. Расовый состав населения: 98,85 % белых, 0,23 % коренных американцев и 0,92 % приходится на две или более других рас. Испанцы или латиноамериканцы любой расы составляли 1,38 % от популяции тауншипа.
Из 154 домохозяйств в 31,8 % воспитывались дети до 18 лет, в 72,1 % проживали супружеские пары, в 3,2 % проживали незамужние женщины и в 20,1 % домохозяйств проживали несемейные люди. 16,2 % домохозяйств состояли из одного человека, при том 5,2 % из — одиноких пожилых людей старше 65 лет. Средний размер домохозяйства — 2,83, а семьи — 3,16 человека.
28,2 % населения — младше 18 лет, 8,0 % — в возрасте от 18 до 24 лет, 27,5 % — от 25 до 44, 25,5 % — от 45 до 64, и 10,8 % — старше 65 лет. Средний возраст — 38 лет. На каждые 100 женщин приходилось 109,6 мужчин.  На каждые 100 женщин старше 18 приходилось 114,4 мужчин.
Средний годовой доход домохозяйства составлял 31 250 долларов, а средний годовой доход семьи —  35 833 доллара. Средний доход мужчин —  24 107  долларов, в то время как у женщин — 18 438. Доход на душу населения составил 16 184 доллара. За чертой бедности находились 12,5 % семей и 13,6 % всего населения тауншипа, из которых 8,3 % младше 18 и 25,0 % старше 65 лет.